# 1124 Stroobantia
1124 Stroobantia là một tiểu hành tinh vành đai chính orbiting Sun. Approximately 25 kilometers in diameter, Nó hoàn thành một chu kỳ quay quanh Mặt Trời là 5 năm. Nó được phát hiện bởi Eugène Joseph Delporte ở Uccle, Bỉ ngày 6 tháng 10 năm 1928. Nó được đặt theo tên Paul Stroobant, giám đốc Đài thiên văn Hoàng gia ở Uccle, Bỉ. His work concerned minor planets' mass, number, và distribution.